# 佩爾梅特
佩爾梅特，是阿爾巴尼亞南部吉羅卡斯特州的一个市镇，位於維約薩河畔。该市镇包括五个行政分区，行政中心为佩爾梅特镇。市镇面積为602.47平方公里，2011年人口数量为10,614人，佩爾梅特镇的人口数量则为5,945人。
该地的主要經濟活動有農業、旅遊業和運輸業。

## 外部連結
- 官方网站  （阿爾巴尼亞文）
- Pёrmet on Wikivoyage